# Echipa națională de fotbal a Republicii Congo
Echipa națională de fotbal a Republicii Congo reprezintă Republica Congo în fotbal și este controlată de Federația Congoleză de Fotbal, forul ce guvernează fotbalul în Republica Congo. Nu s-a calificat la nici un Campionat Mondial, dar a câștigat Cupa Africii pe Națiuni în 1972.

## Titluri
Cupa Africii pe Națiuni
- Campioni (1972)

Cupa CEMAC :
- 1  (2007)

Campionatul UDEA :
- 1 (1990)
- De două ori finaliști

Jocurile Centrafricane :
- De două ori finaliști

## Campionate mondiale
- 1930 până în 1962 - nu a intrat
- 1966 - participarea nu a fost acceptată de FIFA
- 1970 - nu a intrat
- 1974 până în 1978 - nu s-a calificat
- 1982 până în 1990 - nu a intrat
- 1994 până în 2010 - nu s-a calificat

## Cupa Africii
- 1957 până în 1965 – nu a intrat
- 1968 – Turul 1
- 1970 – nu a intrat
- 1972 – Campioni
- 1974 – Locul patru
- 1976 – nu s-a calificat
- 1978 – Turul 1
- 1980 până în 1988 – nu s-a calificat
- 1990 – nu a intrat
- 1992 – Sferturi
- 1994 până în 1998 – nu s-a calificat
- 2000 – Turul 1
- 2002 până în 2010 – nu s-a calificat

## Jucători

### Jucători notabili
- Luc-Arsène Diamesso
- Rolf-Christel Guié-Mien
- Paul Moukila
- Christopher Samba

### Lotul actual
|  | P | Barel Mouko         | 5 aprilie 1979 (45 de ani) | 16 | 0 | Lille OSC          |  |  |
|  | P | Destin Onka Malonga | 16 martie 1988 (37 de ani) | 1  | 0 | MSP Batna          |  |  |
|  |   |                     |                            |    |   |                    |  |  |
|  | F | Bruce Abdoulaye     | 14 aprilie 1982            | 10 | 1 | Clermont Foot      |  |  |
|  | F | Lucien Aubey        | 24 mai 1984                | 1  | 0 | Sivasspor          |  |  |
|  | F | Patrick Mouaya      | 6 iulie 1984               | 1  | 0 | Hallescher FC      |  |  |
|  | F | Mimille Okiélé      | 17 aprilie 1988            | 1  | 0 | AJ Auxerre         |  |  |
|  | F | Francis N'Ganga     | 16 iunie 1985              | 2  | 0 | Tours FC           |  |  |
|  |   |                     |                            |    |   |                    |  |  |
|  | M | Oscar Ewolo         | 9 octombrie 1978           | 20 | 0 | Stade Brestois     |  |  |
|  | M | David Louhoungou    | 28 februarie 1989          | 3  | 0 | Kocaelispor        |  |  |
|  | M | Chris Malonga       | 11 iulie 1987              | 0  | 0 | Monaco             |  |  |
|  | M | Balthazar M'Bizy    | 14 ianuarie 1985           | 1  | 0 | AS Poissy          |  |  |
|  | M | Delvin Ndinga       | 14 martie 1988             | 4  | 0 | Auxerre            |  |  |
|  | M | Burnel Okana-Stazi  | 10 iulie 1983              | 3  | 0 | FC Stal Alchevsk   |  |  |
|  | M | Prince Oniangue     | 4 noiembrie 1988           | 3  | 0 | Angers SCO         |  |  |
|  |   |                     |                            |    |   |                    |  |  |
|  | A | Thernand Bakouboula | 6 martie 1988              | 1  | 0 | Altay              |  |  |
|  | A | Ladislas Douniama   | 24 mai 1986                | 3  | 0 | Lille              |  |  |
|  | A | Lys Mouithys        | 4 iulie 1985               | 6  | 3 | Cernomoreț Burgas  |  |  |
|  | A | Matt Moussilou      | 1 iunie 1982               | 1  | 1 | Boulogne           |  |  |
|  | A | Yannick Salem       | 29 februarie 1983          | 0  | 0 | Eintracht Trier 05 |  |  |
|  | A | Francky Sembolo     | 9 august 1985              | 2  | 0 | Holstein Kiel      |  |  |

## Antrenori
- Noël Tosi (2006-2007)
- Ivica Todorov (2008-2010)
- Robert Corfou (2010-2011)
- Camille Ngakosso (2011)
- Jean-Guy Wallemme (2011-2012)
- Kamel Djabour (2012-2013)
- Claude Le Roy (2013-2015)
- Pierre Lechantre (2016-)